# Bundesstraße 304
De Bundesstraße 304 (kort: B 304) is een bundesstraße in de Duitse deelstaat Beieren. De bundesstraße is 161 kilometer lang.
De bundesstraße begint in het zuiden van Dachau in de afriDachau-Süd en loopt door het noorden van München. Waarna de bundesstraße verder loopt via Ebersberg, Wasserburg am Inn en Traunstein naar Freilassing aan de Oostenrijkse grens.

## Routebeschrijving
De B301 begint in de afrit Dachau-Süd aan de B471. De weg loopt zuidoostwaarts door Karlsfeld, en komt via het stadsdeel Ludwegsfeld waar men bij de aansluiting München-Ludwigsfeld waar ze de A99 in de stad München waar de B304 bij afrit Moosach aansluit op de B2R.
Vervanging
Tussen afrit Moosach en afrit Berg am Laim is de B304 vervangen door de B2R.
Voortzetting
Vanaf afrit Berg am Laim B2R loopt de weg zuidoostwaarts
door de stad Haar waar men de B471 en kruist men in het oosten van Haar bij afrit Haar A99 kruist.
Dan passeert de weg Vaterstetten en Zorneding met een rondweg en komt door Eglharting, Kirchseeon, komt met een rondweg langs Ebersberg, Grafing bij München, men kruist de rivier de Ebrach, komt langs Babebsham de weg kruist de Ebrach en komt door Tulling, Forsting en Reitmehring. De B304 loopt langs de stad Wasserburg am Inn in het westen van de stad kuist men de B15 en komt door Kirchensur, Frabertsham en Obing. Vervolgens kruist de B304 de rivier de Alz kruist en in het noordwesten van de stad Altenmarkt an der Alz de aansluiting kent van de B299 vanuit Altötting, komt door Traunstein an der Traun en  passeert Traunreut met een rondweg. Vervolgens komt men op de rondweg van Traunstein waar ten oosten van de stad de B306 vanuit Inzell aansluit. De weg loopt verder oostwaarts en kruist de rivier de Traun voor de laatste keer en  men passeert Rettenbach, Waging am See door de Eltendorfer tunnel en passeert men Teisendorf met een rondweg, waarna de B304 via de zuidelijke rondweg van Freilassing en sluit ze aan op de B20 waarna de twee samen lopen tot aan de afritFreilassing. Hier slaat de B304 weer oostwaarts af en eindigt op de brug over de rivier de Saalach aan de grens met Oostenrijk. Vanaf hier gaat de weg verder als B155 naar Salzburg.

## Geschiedenis
In 1932 was het huidige tracé onderdeel van de toenmalige Reichsstraße 10. Na de Anschluss werd de weg hernoemd. Het veruit langste stuk tussen Zweibrücken en Augsburg kreeg meteen de naam B 10 toegewezen. Vanaf dat moment kreeg de bundesstraße tussen München en Freilassing het nummer 304.
B2 · B2a · B2R · B3 · B4 · B4R · B8 · B10 · B11 · B12 · B13 · B13n · B14 · B15 · B15n · B16 · B17 · B18 · B19 · B20 · B21 · B22 · B23 · B25 · B26 · B26a · B27 · B28 · B28a · B29 · B30 · B31 · B31a · B32 · B33 · B33a · B34 · B35 · B36 · B37 · B38 · B38a · B39 · B44 · B45 · B47 · B85 · B89 · B131n · B173 · B276 · B278 · B279 · B285 · B286 · B287 · B289 · B290 · B291 · B292 · B293 · B294 · B295 · B296 · B297 · B298 · B299 · B300 · B301 · B302 · B303 · B304 · B305 · B306 · B307 · B308 · B309 · B310 · B311 · B312 · B313 · B314 · B315 · B316 · B317 · B318 · B319 · B340 · B378 · B388 · B415 · B425 · B426 · B462 · B463 · B464 · B465 · B466 · B467 · B468 · B469 · B470 · B471 · B472 · B491 · B492 · B500 · B505 · B512 · B523 · B532 · B533 · B535 · B588 · B999